# Rådhusplassen
Rådhusplassen (Noors voor 'het stadhuisplein') is een plein tussen het stadhuis van Oslo en de Oslofjord in Oslo, Noorwegen. Sinds 1994 is het autovrij, tot die tijd was het onderdeel van de E18. Aan de noordkant van het plein staat het stadhuis, in het zuiden bevindt zich de fjord, in het oosten staat het fort Akershus en in het westen het voormalige station Oslo-Vestbanen dat tegenwoordig dienst doet als het Nobel Vredescentrum.

## Geschiedenis
Tot de jaren 20 van de 20e eeuw werd het gebied Pipervika, een buurt in het stadsdeel Sentrum van Oslo, door gemeenschappelijke woningen gedomineerd. Hierdoor werd het door de elite gezien als een achterbuurt met een lage huisvestingsstandaard en slechte hygiëne.
Plannen voor het nieuwe stadhuis begonnen in 1915. Zes jaar later werden deze door het parlement van Noorwegen goedgekeurd en werd hiermee de onteigening van delen van de buurt toegestaan. Op deze plek werden het stadhuis gebouwd en het plein aangelegd. Dit gebeurde volgens het plan van de architecten Arnstein Arneberg en Magnus Poulsson.
De bouw van het stadhuis begon in 1931, het plein kreeg zijn naam in 1934. De werkzaamheden van de sculpturen en decoraties, die werden ontworpen door de beeldhouwers Emil Lie en Per Hurum, begonnen in 1941 en werden pas in 1960 voltooid.
Tot 1961 reden er trams over het plein, treinen tot 1980 toen de tunnel tussen station Oslo-Vestbanen en station Oslo-Østbanen werd geopend. Ook de E18 liep over het plein. Dit alles droeg eraan bij dat Rådhusplassen in de jaren '70 en '80 een van de drukste plekken van de stad was en daarmee ook een van de meest vervuilde. Met de opening van de Festningstunnel werd het plein in 1994 volledig autovrij. De tram keerde op 21 augustus 1995 terug.
Er bevindt zich een gedenkteken dat herinnert aan de aanslagen op 22 juli 2011, die werden uitgevoerd door de Noorse terrorist Anders Breivik.